# Straßensystem in den Niederlanden
Das Straßensystem in den Niederlanden wird grundsätzlich nach verschiedenen Kriterien unterteilt.

## Straßen

### Autosnelweg
Autosnelweg oder kurz snelweg ist die Bezeichnung für eine Autobahn in den Niederlanden. Diese werden mit einem A beschriftet, sie können aber rijkswegen oder provinciale wegen sein. Die Höchstgeschwindigkeit beträgt offiziell 130 km/h. Derzeit ist die Höchstgeschwindigkeit in der Zeit von 6 h - 19 h auf 100 km/h und von 19 h - 6 h auf 130 km/h begrenzt. Die Benutzung der Autobahn ist nur gestattet für Fahrzeuge, die mindestens 60 km/h fahren können und dürfen.

### Autoweg
Ein autoweg ist eine Autostraße, vergleichbar mit einer Kraftfahrstraße. Es kann sowohl ein rijksweg oder provinciale weg sein und wird meist mit einem N beschriftet. Die erlaubte Höchstgeschwindigkeit beträgt 100 km/h, falls nicht anders angegeben. Die Benutzung ist nur gestattet für Fahrzeuge, die mindestens 50 km/h fahren können und dürfen.

### Außerorts
Das Tempolimit außerorts ist 80 km/h. In vielen ländlichen Gebieten mit Bebauung gilt oft ein Tempolimit von 60 km/h.

### Innerorts
Das Tempolimit innerorts ist 50 km/h. In vielen Wohnvierteln gilt ähnlich wie in Deutschland ein Tempolimit von 30 km/h.

### Stadsroute
Stadsroutes gibt es bisher nur in den Großgemeinden Amsterdam, Rotterdam, Den Haag, Almere, Nijmegen und Zaanstad. Es handelt sich dabei hauptsächlich um Zubringerstraßen, die den Verkehr bündeln und in die Innenstadt- und Wohnbereiche leiten. In Amsterdam und in Rotterdam gibt es zudem jeweils einen, in Den Haag gar zwei Innenstadtringe.
Die Schilder, die auf die Stadsroutes verweisen oder diese kenntlich machen, tragen den kleinen Buchstaben s und eine dreistellige Zahl ab 101. Die Ringstraßen in Amsterdam, Rotterdam und Den Haag tragen hinter dem s eine dreistellige Hunderterzahl: in Amsterdam und Rotterdam jeweils s 100 (centrumring), in Den Haag s 100 (centrumring) und s 200 (ring Den Haag).

## Betreiber

### Rijksweg
Rijkswegen sind von Rijkswaterstaat angelegte und unterhaltene Straßen. Diese Straßen können Autobahnen (autosnelwegen), autowegen oder auch normale Straßen sein. Fast alle ein- oder zweistellig (und einige dreistellig) nummerierten Autobahnen und autowegen sind rijkswegen.

### Provinciale weg
Provinciale wegen sind das von den niederländischen Provinzen betreute Äquivalent zu den rijkswegen. Auch provinciale wegen können Autobahnen (A-Nummern), autowegen (N-Nummern) oder normale Straßen sein. Die meisten Autobahnen und autowegen mit drei Ziffern sind provinciale wegen, ebenfalls einige zweistellige.

### Gemeentelijke weg
Die niederländischen Gemeinden betreiben alle Straßen in ihrer Gemeinde, falls keine andere Behörde zuständig ist.

### Waterschapsweg
Die niederländischen waterschappen (Selbstverwaltungsorgane für die Wasserwirtschaft) betreiben eigene Straßen für den Unterhalt von Deichen und anderen Wasserbauten. Oft sind diese Straßen für den normalen Verkehr nicht zugänglich.